# The Sound Sounds.
『The Sound Sounds.』は、TWEEDEESの1枚目のオリジナル・アルバム。2015年3月18日に日本コロムビアから発売された。

## 収録曲
特記以外作詞・作曲・編曲：沖井礼二
1. あなたにはがっかり [2:39]
作詞：清浦夏実
2. Rock'n Roll is DEAD? [3:33]
作曲：清浦夏実・沖井礼二
3. 月の女王と眠たいテーブルクロス [5:00]
作詞：清浦夏実
4. The Sound Sounds. [2:09]
5. 祝福の鉄橋 [4:06]
作詞：清浦夏実・沖井礼二
6. Boop Boop Bee Doop! [3:21]
7. 蝉時雨の止む頃に [3:14]
作詞：清浦夏実
8. Crosstown Traffic [2:29]
作詞・作曲：ジミ・ヘンドリックス
9. ブリキの思い出 [3:19]
作詞：清浦夏実
10. 電離層の彼方へ [6:18]
11. Over The Rainbow [2:46]
作詞：E.Y.Harburg
作曲：Harold Arlen
12. KLING! KLANG!! (album mix) [3:45]